# منتخب إيطاليا لهوكي الجليد
منتخب إيطاليا الوطني لهوكي الجليد هو منتخب وطني يمثل إيطاليا في منافسات هوكي الجليد الدولية، بدأ منافساته في سنة 1924، نافس في بطولة العالم لهوكي الجليد 51 مرة، فاز بالمركز الرابع في بطولة 1953، نافس في بطولة أوروبا لهوكي الجليد 3 مرات، ونافس 9 مرات في الألعاب الأولمبية الشتوية يحتل حالياً التصنيف التاسع عشر على العالم.